# Giuseppe Serini
Giuseppe Serini (Cremona, 1645 circa – ...) è stato un compositore italiano.

## Biografia
Appartenente a una famiglia di musicisti e compositori, nacque a Cremona, figlio di Francesco Serini e fratello di due famosi violinisti cremonesi, Giovanni Battista Serini e Pietro Paolo Serini (oltre anche del sacerdote Bartolomeo Serini), e zio del violinista Pietro Paolo Serini attivo a Venezia nel XVII secolo e imprese la carriera ecclesiastica. Fu attivo nella corte di Vienna come compositore di corte tra il 1685 e il 1690.

## Opere
- Il Genio deluso
- Oratorio per San Omobuono Cremonese (1680)
- Concerto degli Dei e delle Muse,scritto nel 1685 in occasione delle nozze del principe elettore della Baviera.

## Fonti
- Amadè Luca Sarzi, Come svolgere ricerche sui propri antenati
- AA.VV., Dizionario Enciclopedico della Musica e dei Musicisti, UTET Cultura